# VDL Citea
Le VDL Citea est un autobus à plancher bas produit par l'entreprise VDL.
De nombreuses versions du VDL Citea ont été produites pour des usages variés : bus articulé, autobus 3 portes, version low-entry, version à haut niveau de densité, autobus hybride, bus à haut niveau de service...

## Générations
- Première génération : 2007-2014
- Deuxième génération : 2011-2024
- New Gen : 2024- Présent

## Variantes
URBAIN
Standards
-VDL Citea CLF-120.310. Autobus Urbain de l'ancienne génération, trouvable notamment en régie TEC en Wallonie (Belgique) dans les différents secteurs de Charleroi, Hainaut, Namur-Luxembourg et Liège-Verviers. Ils sont, du moins pour le TEC, propulsés par un moteur DAF PR228S Euro5.
-VDL Citea SLF-120
-VDL Citea SLF-120 Hybride
-VDL Citea SLF-120 Electric
Articulés
-VDL Citea SLFA-180
-VDL Citea SLFA-180 Hybride
-VDL Citea SLFA-180 Electric
-VDL Citea SLFA-181
-VDL Citea SLFA-181 Electric
-VDL Citea SLFA-187
-VDL Citea SLFA-187 Electric
INTERURBAINS
-VDL Citea SLE-120.310. Autobus interurbain que l'on retrouve, pour la Belgique, chez quelques exploitants privés wallons et flamands, mais aussi en régie DeLijn.
-VDL Citea SLE-120 Hybride
-VDL Citea LLE-120
-VDL Citea SLE-129
-VDL Citea XLE-137
-VDL Citea XLE-145
-VDL Citea LLE-99 Electric
-VDL Citea LLE-115 Electric

## Galerie

VDL Citea
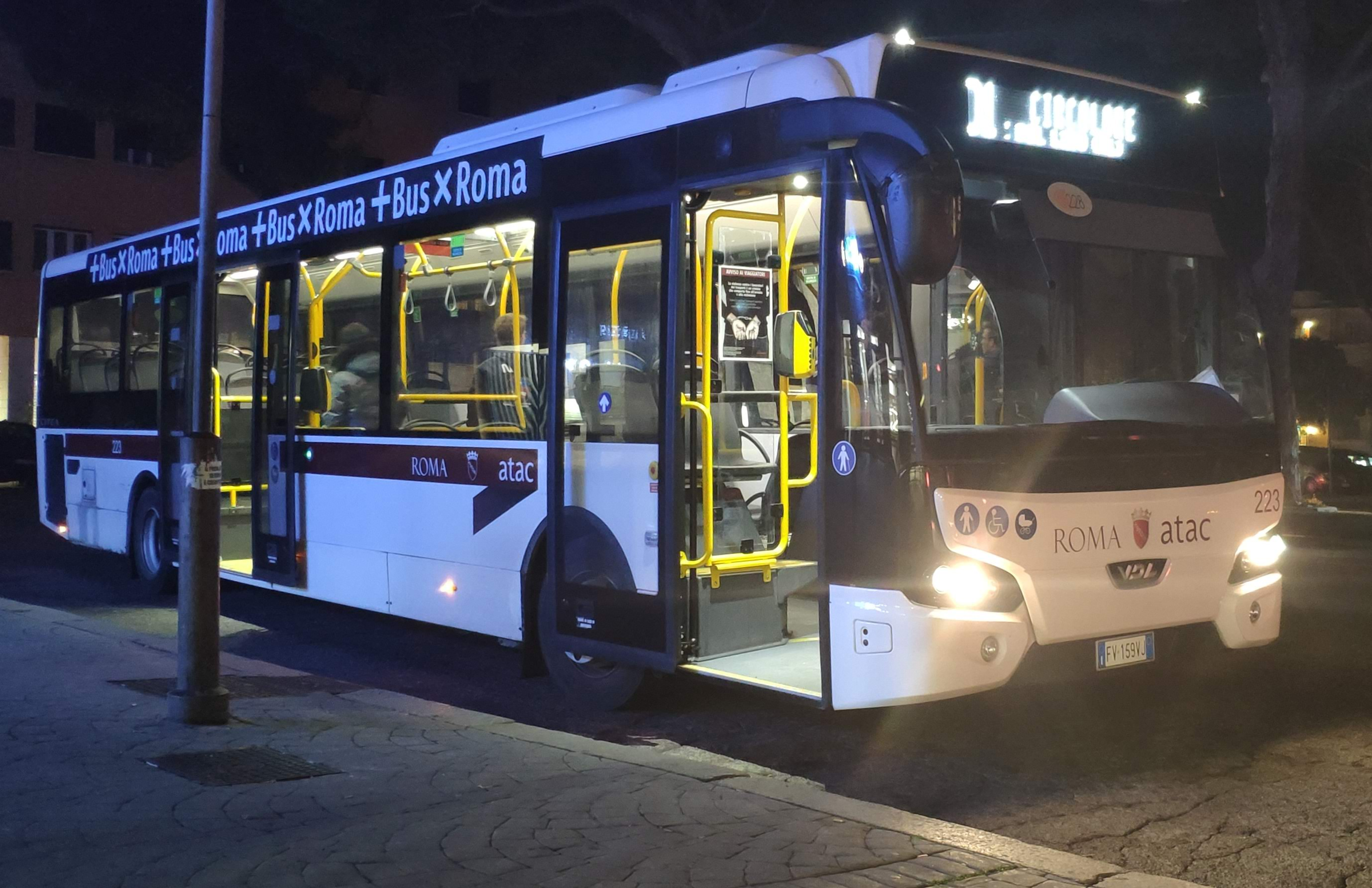
ATAC (Rome)
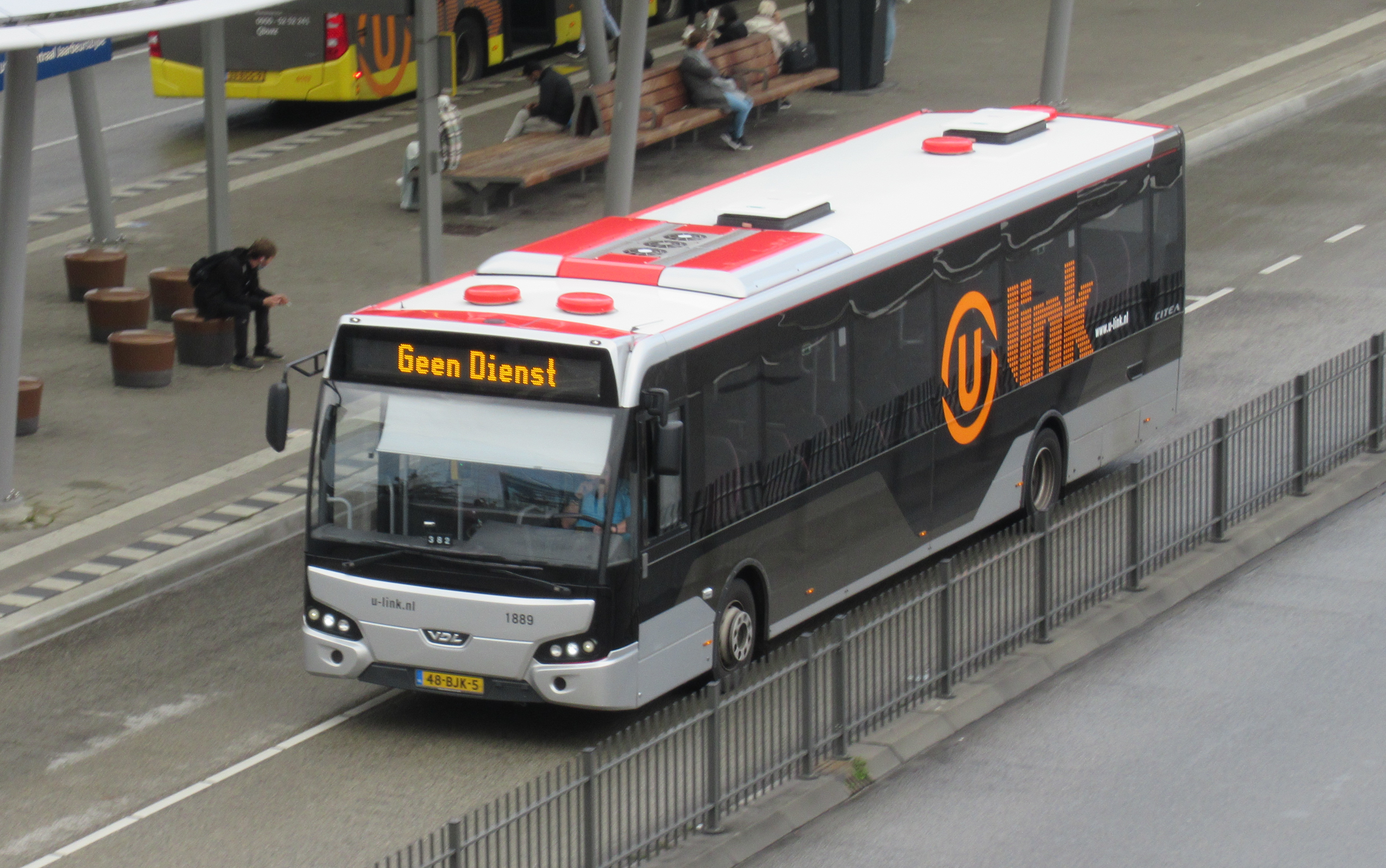
U-Link (Utrecht)
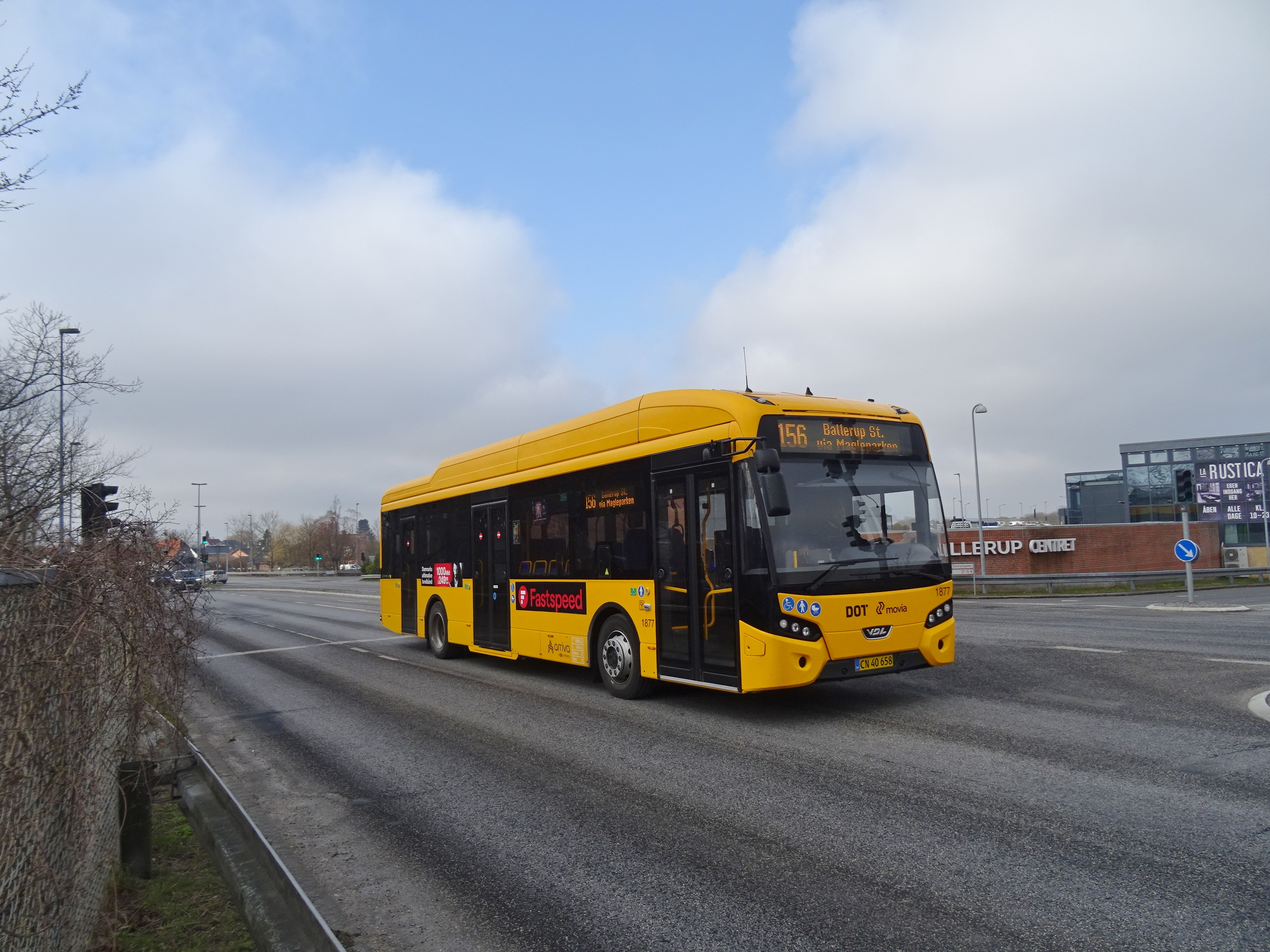
DOT / Movia (Copenhague)
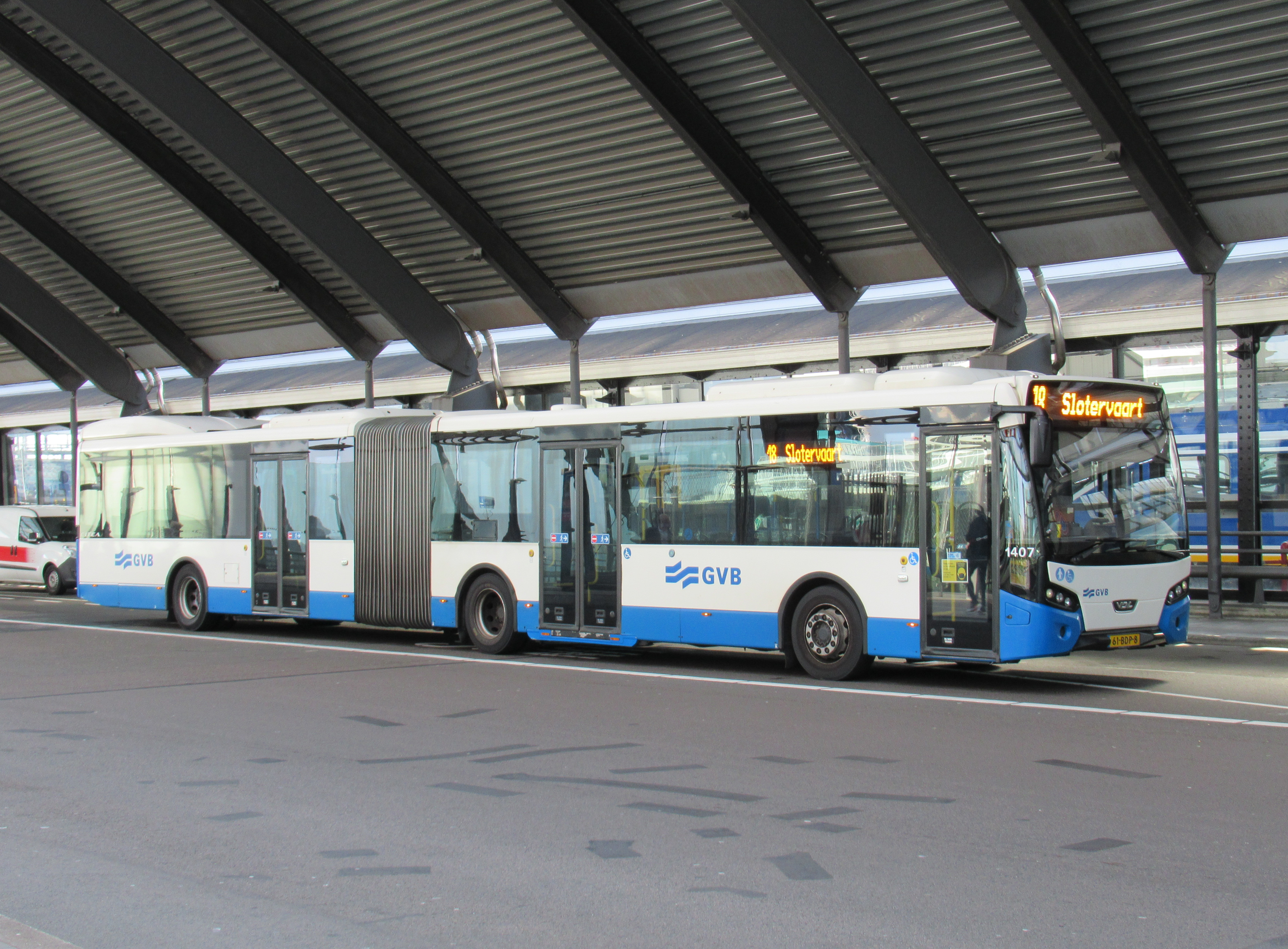
Citea articulé, GVB (Amsterdam)
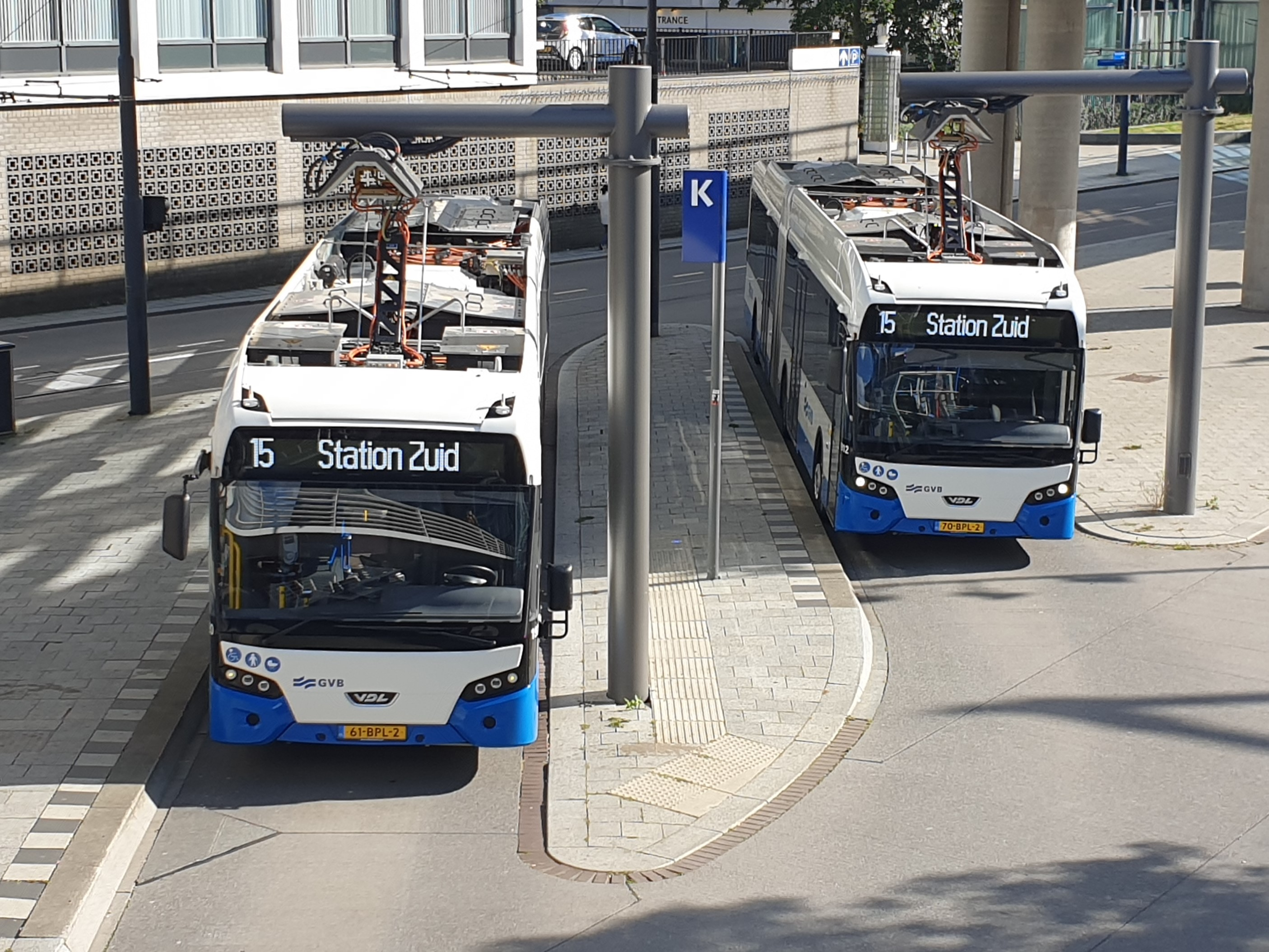
Citea Electric articulé, GVB (Amsterdam)
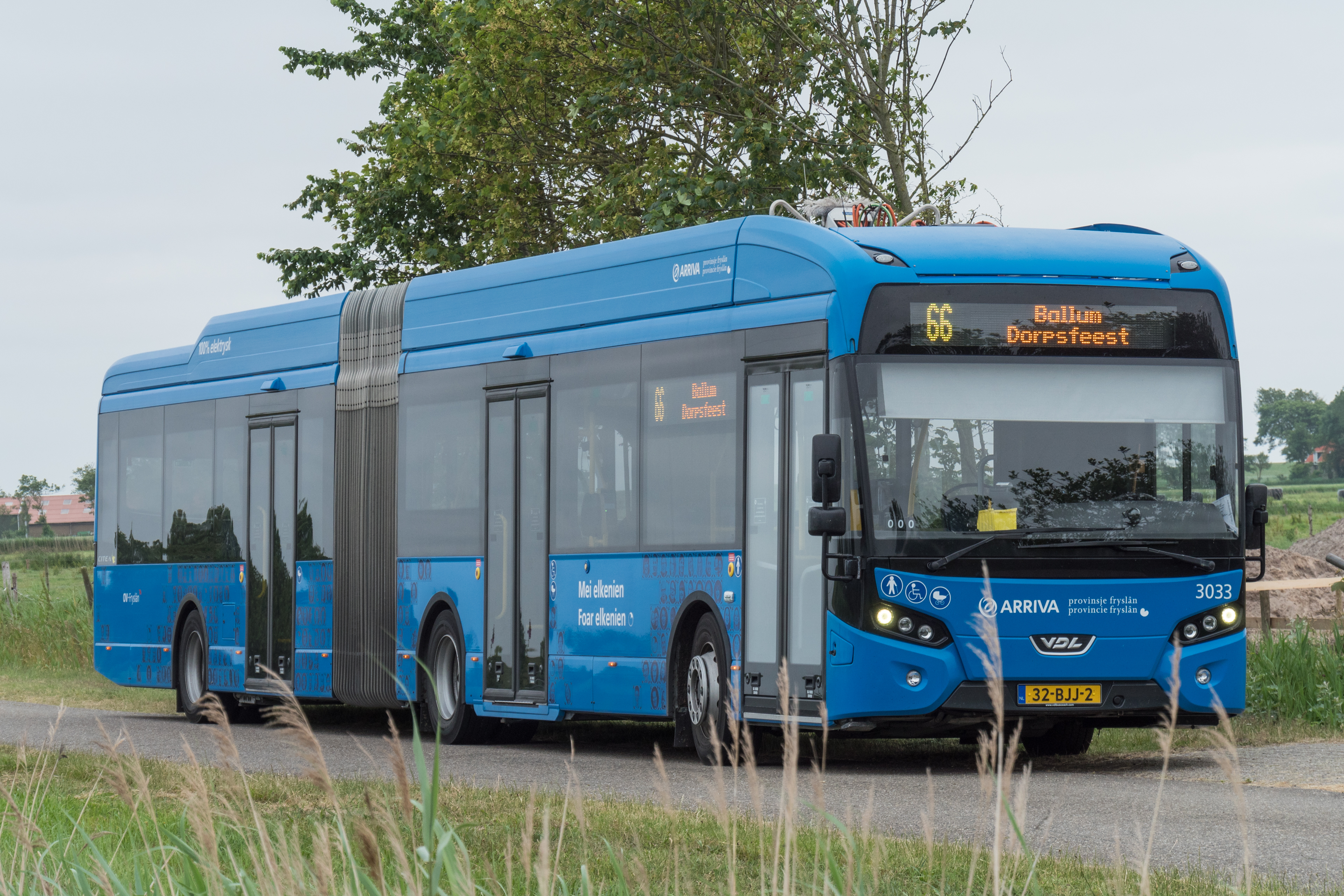
Citea Electric articulé, Arriva (Ballum)
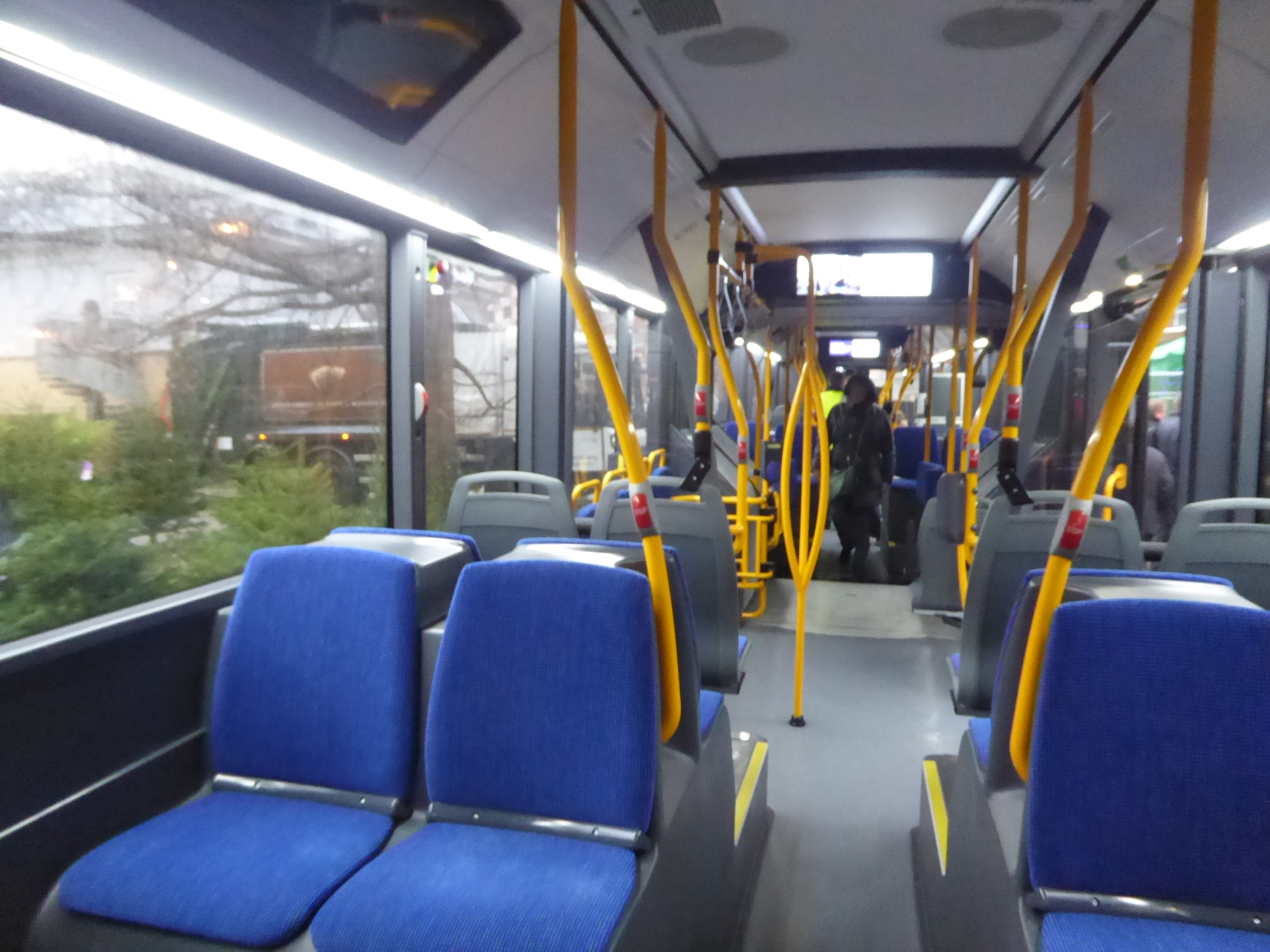
Vue de l'intérieur (Citea Electric articulé)
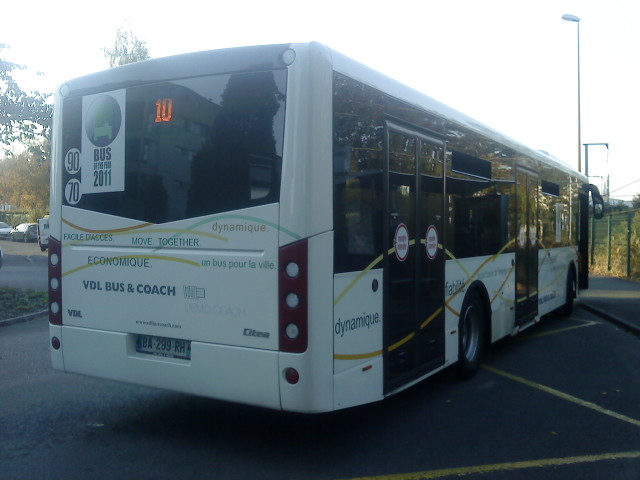
Vue de l'arrière